# Valle de Kabaw
El valle de Kabaw, también conocido como valle de Kubo, es una depresión morfológica montañosa situada en el norte de Birmania, al oeste de la división de Sagaing, cerca de la frontera con Manipur de la India. El valle es drenado por el río Mu y está habitado por diversas minorías étnicas, como los kuki, los mizo, kadu y los kanan.
El valle de Kabaw era históricamente una región fronteriza entre Birmania y Manipur (India). Está situado entre las cadenas montañosas Heerok o Yoma, que constituyen la frontera entre India y Myanmar, y el río Chindwin (también llamado río Ningthi). En un primer momento, estuvo bajo el dominio de Birmania, cuando entre 1555 y 1559 la dinastía Toungoo conquistó toda Birmania superior, e hizo de Manipur un estado tributario.
Después de la primera guerra anglo-birmana (1824-1826), Birmania cedió Manipur a los británicos, pero la frontera exacta se mantuvo en disputa. Los británicos reclamaron el valle de Kabaw entero. Sin embargo, en 1830, los británicos, con la asistencia de Henry Burney, coincidieron en que históricamente el valle no era parte de Manipur, por lo que volvieron a trazar la frontera en favor de los birmanos.